# Adam Ferency

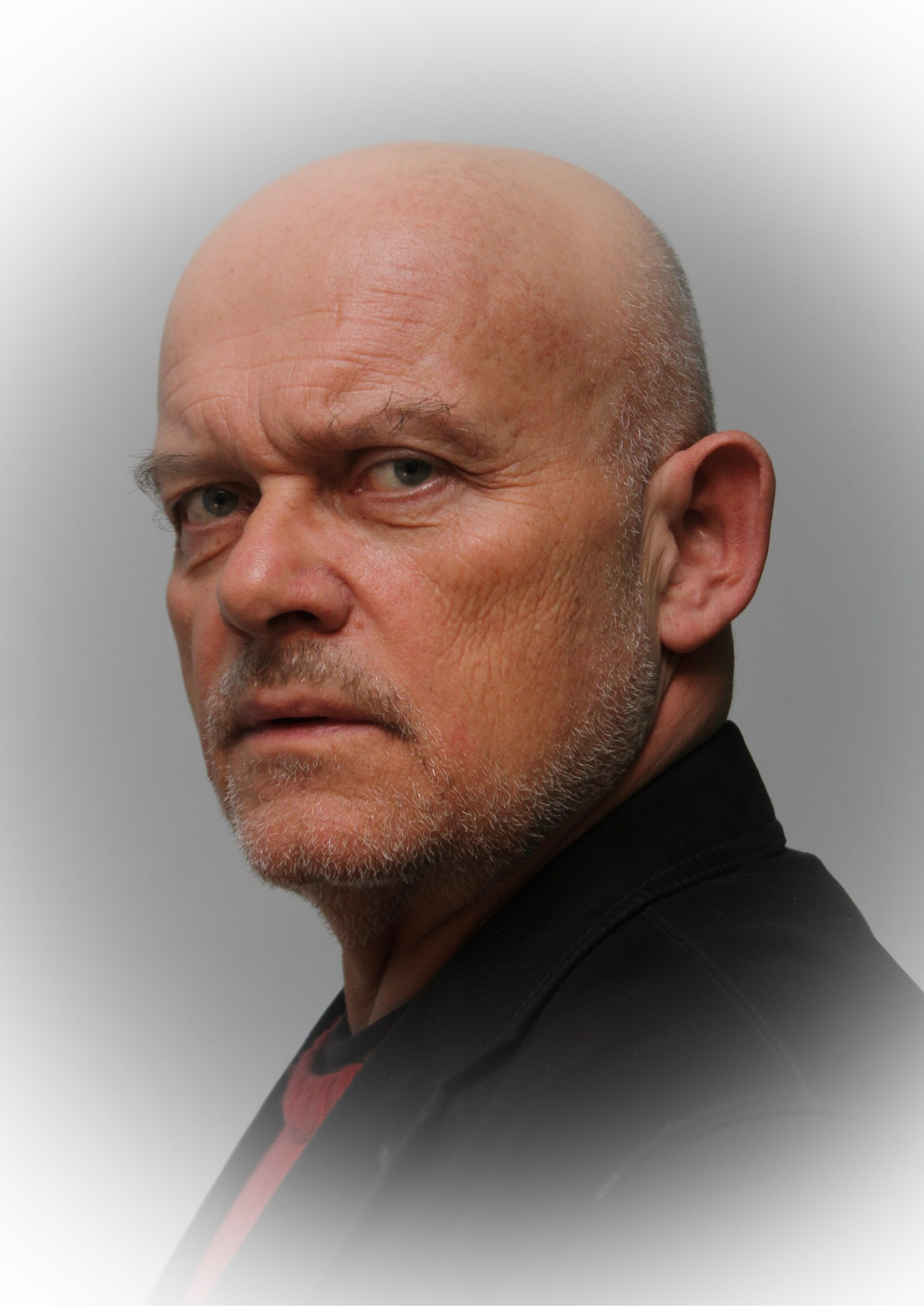
Adam Ferency

Adam Ferency (* 5. Oktober 1951 in Warschau) ist ein polnischer Schauspieler.

## Leben
Adam Ferency absolvierte die Staatliche Schauspielschule PWST in Warschau und erhielt sein Diplom 1976. Sein erstes Theaterengagement erhielt er anschließend am Teatr Na Woli in Warschau. Dort spielte er bis 1988, obwohl bereits 1981 zum Ensemble des Teatr Współczesny in Warschau gehörte. Seit 1994 ist er Ensemblemitglied des Dramatischen Theaters Warschau. Ferency gab sein Filmdebüt 1976 in einem Fernsehfilm der jungen Regisseurin Agnieszka Holland. Sein Kinodebüt folgte 1978. 1990 wurde er auf dem Polnischen Filmfestival Gdynia als bester Schauspieler für seine Rolle in dem Film Kanalia ausgezeichnet. Seit Ende der 1990er Jahre tritt der Charakterdarsteller auch in polnischen Fernsehserien auf.

## Filmografie (Auswahl)
- 1978: Akcja pod Arsenałem – Regie: Jan Łomnicki
- 1981: Der Mann aus Eisen (Człowiek z żelaza) – Regie: Andrzej Wajda
- 1981: Fieber (Gorączka) – Regie: Agnieszka Holland
- 1981: Kindische Fragen (Dziecinne pytania) – Regie: Janusz Zaorski
- 1981/87: Der Zufall möglicherweise (Przypadek) – Regie: Krzysztof Kieślowski
- 1982: Verhör einer Frau (Przesłuchanie) – Regie: Ryszard Bugajski
- 1983: Mutter Krol und ihre Söhne (Matka Królów) – Regie: Janusz Zaorski
- 1985: Ohne Ende (Bez końca) – Regie: Krzysztof Kieślowski
- 1985: Unter Aufsicht (Nadzór) – Regie: Wiesław Saniewski
- 1986: Siegfried (Zygryd) – Regie: Henryk Romanowski
- 1990: Kanalia – Regie: Tomasz Wiszniewski
- 1990: Pogrzeb kartofla – Regie: Jan Jakub Kolski
- 1995: Der Teufel und die Jungfrau (Diabelska edukacja) (Kurzfilm) – Regie: Janusz Majewski
- 1995: Die tollkühne List des Oberst Kwiatkowski (Pułkownik Kwiatkowski) – Regie: Kazimierz Kutz
- 1997: Die Nacht und der Tod (Nocne graffiti) – Regie: Maciej Dutkiewicz
- 1999: Mit Feuer und Schwert (Ogniem i mieczem) – Regie: Jerzy Hoffman
- 1999: Fuks – Regie: Maciej Dutkiewicz
- 2003: Pornografia – Regie: Jan Jakub Kolski
- 2006: Jasminum – Regie: Jan Jakub Kolski
- 2011: 1920 – Die letzte Schlacht (1920 Bitwa Warszawska) – Regie: Jerzy R. Michaluk
- 2018: Cold War – Der Breitengrad der Liebe (Zimna wojna)
- 2020: Das Grab im Wald (W głębi lasu, Miniserie, sechs Folgen)
- 2023: Herr Spaßmobil und die Tempelritter (Pan Samochodzik i templariusze)